# GMS
GMS (Growling Mad Scientists), er et hollandsk psykedelisk trance band. Det er dannet af Riktam Matkin og Bansi Quinteros i 1995 i Amsterdam.
GMS grundlagde også deres eget pladeselskab "Spun Records" i 1999. GMS har solgt over 350.000 eksemplarer på verdensplan.

## Medlemmer

### Riktam
Shajahan Matkin (Riktam) (født 1976 i Amsterdam, Holland). Han mødte Bansi på en Coffeeshop, da han var 14 år gammel. Da han var 15 år gammel forlod han folkeskolen og rejste til Goa i Indien, for at opleve psykedelisk trance raves. Efter hjemkomsten til Amsterdam i 1995, begyndte han at lave musik med sin ven Bansi. De dannede gruppen GMS (Growling Mad Scientists). I dag bor han på Ibiza i Spanien.

### Bansi
Joseph Quinteros (Bansi) (født i 1976 i Barcelona, Spanien, død 19. juni 2018). Han spillede trommer fra han var 6 til 11 år. Han spillede også bass og guitar. Da han var 14 år gammel mødte han Riktam. Han døde af leukæmi i 2018.

## Diskografi

### Album
- 1997 – Chaos Laboratory
- 1998 – The Growly Family
- 1999 – GMS vs. Systembusters
- 2000 – Tri-Ball University
- 2000 – The Hitz
- 2002 – No Rules
- 2003 – Remixed
- 2005 – Emergency Broadcast System
- 2006 – Chaos Laboratory (Remarsteret)
- 2009 – The Remixes Vol. 12

## Priser

### Ibiza DJ Awards
- 2001 – Bedste international DJ psykedelisk trance
- 2009 – Bedste international DJ psykedelisk trance